# Romouš a Julizna
Romouš a Julizna (v anglickém originále Rome-old and Juli-eh) jsou 15. díl 18. řady (celkem 393.) amerického animovaného seriálu Simpsonovi. Scénář napsal Daniel Chun a díl režírovala Nancy Kruseová. V USA měl premiéru dne 11. března 2007 na stanici Fox Broadcasting Company a v Česku byl poprvé vysílán 30. listopadu 2008 na stanici ČT2.

## Děj
Homer utratil všechny peníze za hernu ve sklepě. Soud mu přidělí finančního poradce, některé rodinné výdaje má totiž soud za neopodstatněné. Aby ušetřil, tak vezme dědu Simpsona z domova důchodců k sobě domů. Večer jdou Marge a Homer ven, mezitím Abe se Selmou hlídají děti a zamilují se. Když se Marge a Homer vrátí, přistihnou je, jak se líbají. Bart a Líza si mezitím podvodem objednají od pošty mnoho papírových krabic, ze kterých si postaví hrad.
Homer se spolu s Patty snaží zničit vztah Aba a Selmy. Patty předstírá, že je Selma, a líbá se s převlečeným Homerem v obchodě, kde je uvidí Abe. Pak se ale objeví i skutečná Selma a ta lest prokoukne. Abe poté požádá Selmu o ruku a dělají si srandu, že Selma bude Homerova matka. Po svatbě se Abe nastěhuje k Selmě. Mezitím se pošťáci vydali přemoci Barta a Lízu, aby získali krabice zpět. Když už jde do tuhého, objeví se Nelson a zachrání Lízu. Pošťáci jsou poraženi a prchají pryč. Bart poté hrad skropí hadicí.
Vztah Aba a Selmy netrvá dlouho. Abe si totiž doma splete všechny svatební dary. Pokusí se uvařit si čaj v mixéru, lívance dá do CD mechaniky a kazetu s filmem dá do mikrovlnné trouby. Všechno začne doutnat a pokusí se zavolat hasiče hadicí ve dřezu. Selma je navíc zničená z práce, kde byla povýšena, a tak se rozejdou.

## Kulturní odkazy
Název dílu je odkazem na divadelní hru Romeo a Julie od Williama Shakespeara. Souboj Barta a Lízy proti pošťákům je parodií na některé bitvy ze série filmů Pán prstenů.

## Přijetí
Ve Spojených státech díl během premiéry sledovalo 8,98 milionu diváků.
Robert Canning z IGN udělil epizodě 6 bodů z 10 a napsal: „Opět se jednalo o epizodu, která měla několik vtipných momentů, ale nic z toho se nespojilo v solidní a originální příběh. A to je jeden z hlavních nedostatků, který seriálu v poslední době škodí – dochází mu příběhy, které by mohl vyprávět. Po osmnácti řadách to není příliš překvapivé, ale člověk by si myslel, že budou schopni přijít s něčím lepším než s další Selminou svatbou, o které už dopředu víte, že zkrachuje.“.
Adam Finley z AOLTV uvedl, že „epizoda měla pár dobrých vtipů, ale celkově mě příliš nenadchla“.
Patrick D. Gaertner ze serveru Puzzled Pagan napsal: „Je to epizoda založená na vtipu z předchozího dílu a pointa toho vtipu byla, že tahle premisa je hrozný nápad. A přesto díl udělali a byl hrozný. Nevím, proč se seriál rozhodl, že dávat Selmě náhodně nové manžely na jednu epizodu je pořád dobrý nápad, ale rozhodně to nefunguje, když si bere člena vlastní rodiny. Zápletka s Bartem a Lízou byla hrozně nepodstatná a hloupá, ale byla zábavná. Zbytek dílu? Ne tak zábavný. Nemyslím si, že bych měl nějaký skutečný důvod, který bych dokázal vyjádřit, ale tahle epizoda mě prostě strašně štve. Přijde mi to strašně líné a je to hrozný nápad. Přijde mi, že se jen vysmívá smutku těchto dvou postav.“.